# Очковый вьюрок
Очковый вьюрок (лат. Callacanthis burtoni) — вид певчих птиц семейства вьюрковых, единственный вид рода Callacanthis. Населяет Гималаи от Кашмира до Непала и индийского штата Сикким.

## Внешний вид и образ жизни
Очковый вьюрок — яркая, но робкая птица длиной 17—18 см, эволюционно близкая к чечевицам. Самцы обычно красные или красновато-коричневые, крылья чёрные с белыми пятнами, хвост также чёрный, на конце верхних хвостовых перьев белая каёмка; вокруг глаз широкие чёрные или красные «очки», соединённые над клювом. Клюв жёлтый, ноги светло-коричневые. Окраска самок схожая, но более светлая, у перьев на теле нет такого сильного красного оттенка, как у самцов. Голова у самок чёрная или тёмно-серая, очки жёлтые. Специфическая окраска очкового вьюрка делает его легко отличимым от других видов, хотя есть определённое сходство с пятнистой чечевицей, у которой, однако, розовые «очки» не сходятся спереди, в окраске меньше чёрного и больше розового цвета.
Очковый вьюрок много времени проводит на земле, в зарослях кустарника. В первые летние месяцы строит на концах ветвей в хвойных лесах гнездо в виде большой чаши из мха и веток.

## Ареал и охранный статус
Очковые вьюрки встречаются в Гималаях от Кашмира на западе до индийского штата Сикким на востоке, их ареал включает Пакистан, Индию и Непал (как коренной вид), а также Афганистан, где их происхождение неизвестно. Основная часть популяции приходится на индийский Кашмир, в зимние месяцы также часто встречается в Непале. На западе ареала в Пакистане и к востоку от Кумаона (штат Уттаракханд) очковые вьюрки известны лишь по небольшому количеству наблюдений, частота которых на востоке, однако, возрастает со временем; в 2009 году в орнитологической прессе появилось сообщение о встрече с очковым вьюрком в Западном Бутане. В Индии гнездится на высотах от 2400 м до границы леса, зимует на высотах от 800 м до 3000 м.
Оценка мировой популяции не производилась, в местах обитания численность очковых вьюрков варьируется, но Красная книга сообщает, что общая численность, несмотря на ограниченный ареал, вероятно значительно превышает порог, ниже которого вид считается уязвимым (менее 10 тысяч взрослых особей с тенденцией к уменьшению поголовья на 10 и более процентов за 10 лет). Таким образом, вид считается вызывающим наименьшие опасения.